# 許赫訥施皮爾山
46°56′40″N 11°30′08″E / 46.94455°N 11.502201°E

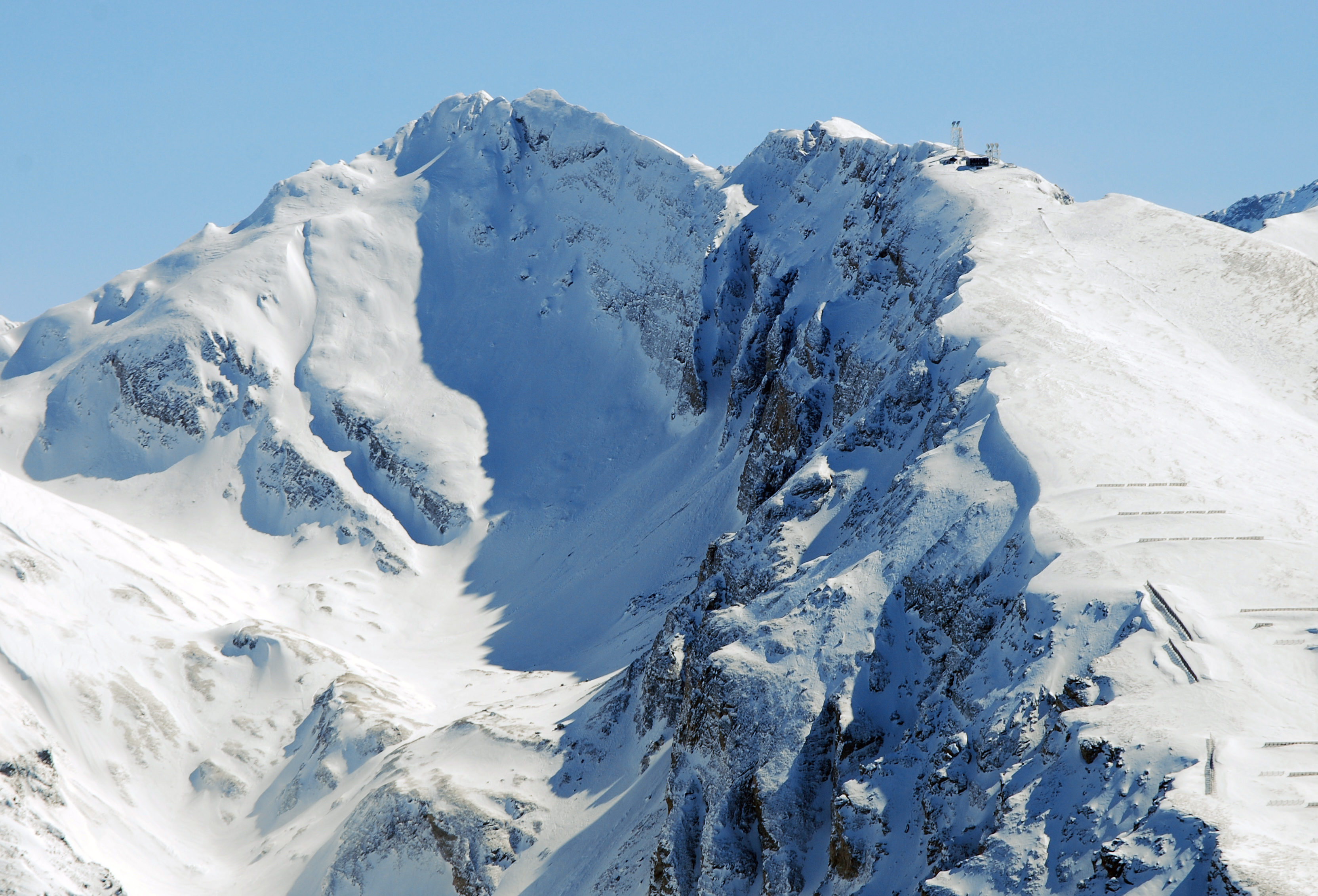

許赫訥施皮爾山（義大利語：Hühnerspiel），是意大利的山峰，位於該國東北部，由博爾扎諾-南蒂羅爾自治省負責管轄，屬於齊勒塔爾阿爾卑斯山脈的一部分，海拔高度2,748米。